# 삼환교통

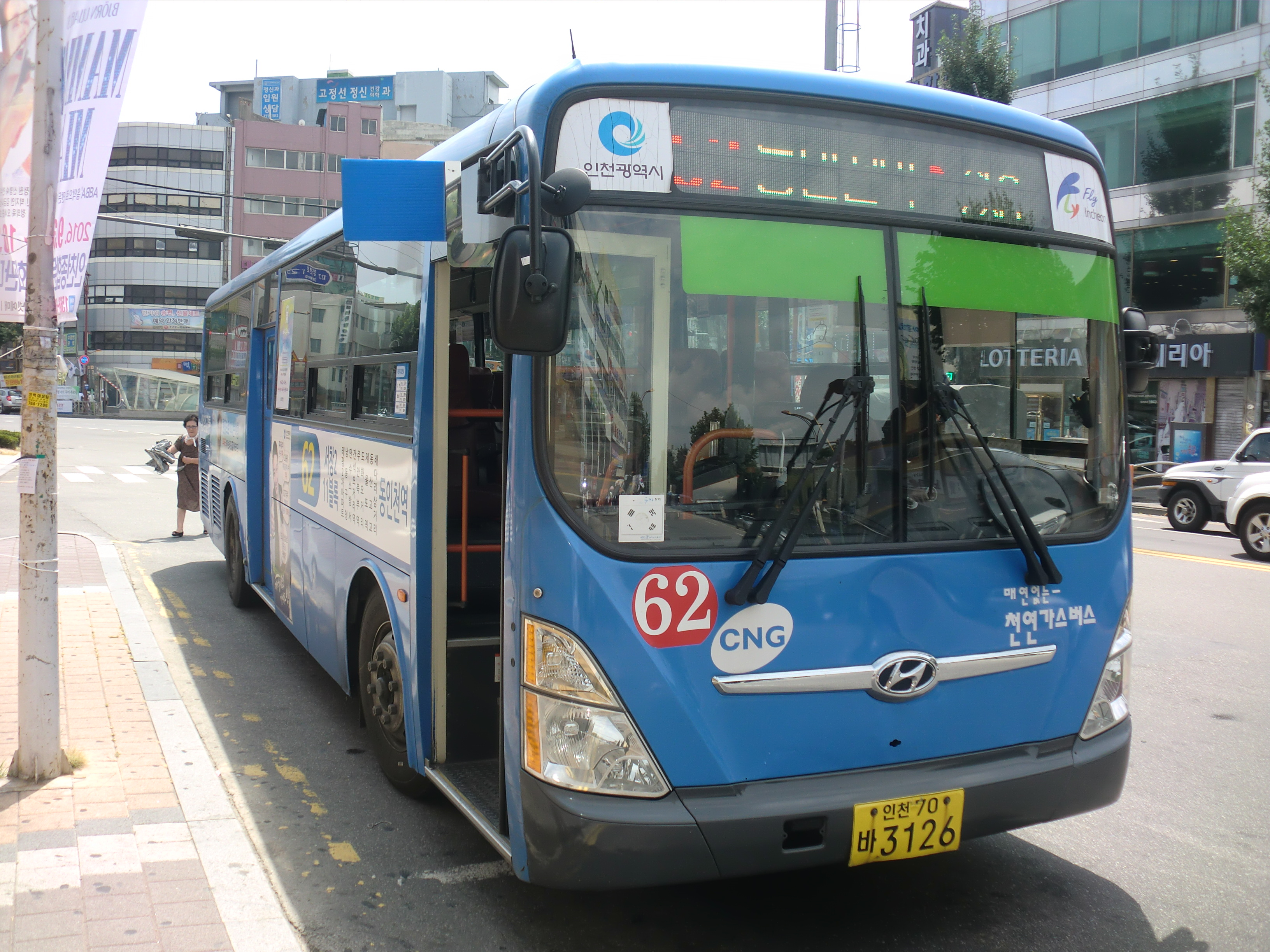
현재 21년식 뉴 슈퍼 에어로시티로 대차되어 급행99번에서 운행중이다.

삼환교통(三煥交通)은 인천광역시 중구에 본사를 둔 인천광역시의 시내버스 회사이다. 현재 대부분 간선버스 노선에 저상버스가 있다.

## 연혁
- 1997년 11월 5일: 삼환운수가 적자로 폐선한 14번[1], 23번[2], 62번[3] 등 적자 노선들을 양수하여 자회사로 설립하였다.
- 1998년 2월 2일: 14, 23, 62번 시내버스를 인천광역시 최초 고정배차제 개통과 동시에 고급형시내버스(시내저상버스)로의 운행을 시작하였고, 순차적으로 증차하였다.
- 1998년 7월 27일: 인천광역시 최초로 천연가스버스[4]를 운행하였다.
- 2002년 8월: 14번 시내버스 노선(연안부두-용현동-구)터미널-송림동-재능대학교-인천교-석남동-가정5거리-효성동-산곡동-부평역-부개단지-송내역)이 과거 제물포버스의 39번 폐선에 따른 후속대책("가정고교-롯데우람아파트-미주탕-가좌주공아파트" 구간)과 서창지구 아파트의 입주 활성화에 따른 대중교통의 필요성으로 인해 부분변경 및 연장하여(연안부두-용현동-구)터미널-제물포역-도화5거리-인천교-가좌고등학교-가좌주공아파트-가정고등학교-가정5거리-효성동-산곡동-부평역-부개단지-송내역-인천대공원-서창지구) 변경되었고 차량3대가 증차 운행하였다.
- 2003년: 삼환운수와 계열분리하였다.
- 2004년 3월 5일: 14번 시내버스의 장거리로 인해 14번(연안부두-용현동-제물포역-가좌동-가정동-효성동-작전역)과 14-1번(서창지구-인천대공원-송내역-부평역-부평시장-산곡동-청천동-효성동-효성유승아파트)을 분리하여 운행하였다.
- 2004년 7월: 14-1번의 종점인 유승아파트에서 작전역으로 노선이 변경되었다.
- 2005년 8월 16일: 백석중학교,백석고등학교-검암,경서지구-계산역-계산신도시-삼산지구-상동호수공원-부개역 구간의 79번 시내버스를 신설개통하였다.
- 2006년 1월 12일: 인천광역시 남동구 간석동 1-436에 동부지점을 설치하였다.
- 2008년 2월 25일: 아암물류단지-신선초등학교-용현동-구 터미널-제물포역-가좌동-가정동-효성동-작전역 구간의 25번 시내버스를 신설 개통.[5]
- 2009년 1월 30일: 인천시내버스 준공영제 도입과 더불어 25번 시내버스의 노선을 작전역에서 숭의로터리로 단축되었다. 시내버스 노선 개편으로 인해 동인천역-인천대공원 가는 기존의 16번 노선을 대체하여 16-2번을 신설하였으나, 노선이 자사 노선 62번과 상당수 겹쳐 62-1번으로 번호만 변경하여 운행하였다.
- 2010년 2월 12일: 62-1번 노선을 차량양도양수 없이 시영운수에 매각하였고, 이후 버스도 시영운수 소속버스 2대에 번호도 29번으로 변경하였다.
- 2012년 1월 20일: 25번 시내버스 종점인 숭의로터리에서 도원역-신흥로터리로 노선을 변경하였다.
- 2012년 5월 17일: 14-1번 시내버스 종점이 작전역에서 아이즈빌 아울렛-인향아파트-인천나비공원으로 변경하여 현재 운행중이다.
- 2013년 3월 12일: 79번 시내버스 노선을 당하지구-안동포-공단유통상가로 노선을 연장하였다.
- 2013년 8월 1일: 14번 시내버스 노선을 연안부두에서 아암물류단지로 노선을 변경
- 2015년 2월 15일: 79번 시내버스의 기점인 공단유통상가에서 왕길동 공영차고지로 기점 변경
- 2015년 7월 31일: 동부지점을 현 위치인 인천광역시 부평구 세월천로 235 (청천동)으로 이전.
- 2015년 10월 12일 ~ 2016년 2월 21일: 파행운행으로 면허가 취소된 인천여객의 4번버스를 공동배차 운행하였다.
- 2016년 2월 1일: 4번[6], 63번[7], 320번 버스[8]의 운행을 입찰받았다.
- 2016년 7월 30일: 인천시내버스 노선개편으로 4번 증차, 14번 노선연장 및 증차 , 25번 폐선, 63번 노선연장, 79번, 320번 노선 변경하여 운행하고 있다.
- 2017년 11월 10일: 본점을 중구 신흥동3가에서 중구 축항대로86번길로 이전.
- 2017년 11월 18일: 14번 시내버스의 기점이 신흥동 삼환교통에서 연안부두 항동7가 버스차고지로 기점이 변경.
- 2018년 9월 15일: 320번 공항좌석버스를 원진운수와 대인교통에 양수하고, 14-1A번 시내버스 노선을 신설개통한다.
- 2020년 10월 27일: 780-1번 대체인 58번 노선신설과 909번 대체인 99번을 신설하고 14-1A노선은 폐선과 나머지노선이 개편되며 63번 노선은 인천교통공사에 양도양수 예정이며, 2020년 12월 31일 운행예정이다.
- 2020년 12월 31일: 인천시내버스 노선대개편으로 23번 시내버스 노선은 월미도에서 연안부두로, 4번은 연수구 동춘동에서 송도 제2차고지로, 58번 신설[9]과, 63번은 인천교통공사로 14-1번은 공영급행으로 양도양수와 79번은 검단차고지와 인천성모병원 연장, 99번[10]이 신설된다.
- 2021년 2월 27일: 58번[11] 시내버스 노선이 81번 노선조정과 예송중에서 송도5공구 통학편의로 송일초등학교 - 더샵퍼스크파크 - 인천대학교 - 송도1차고지 방향으로 노선이 변경되었다.
- 2021년 5월 8일: 23번 시내버스 신흥사거리 좌회전 노선에서 신흥시장경유로 노선이 변경되었다.
- 2022년 1월 10일 ~ 2022년 6월 30일: 현금없는 버스로 62번 시내버스[12]가 시범적으로 운행하고 있다.
- 2022년 12월 10일: 수시 노선 조정으로 23번 시내버스의 기점이 연안부두(항동7가 버스차고지)로 변경되고, 연안여객터미널로 운행않고 어시장 이용객을 비롯 라이프아파트의 제물포역 접근 펀의를 위하여[13] "라이프아파트-인천수산물센터(연안어시장)"방면으로 변경되어 운행한다.
- 2023년 7월 1일: 4번 시내버스와 79번 시내버스와 급행 99번 급행간선 시내버스 세 노선이 현금없는 버스노선으로 선정되어 통합요금징수기가 사라지고 카드전용 단말기가 장착해서 운행중이다.
- 2023년 9월 2일: 급행 99번 급행간선 시내버스 노선이 변경되어 기존의 인천대학교 정문노선에서 글로벌캠퍼스 방향으로 노선이 변경되어 운행중이다.
- 2024년 6월 11일: 인천시내버스 한정면허 노선인 지선시내버스 4401번[14] 노선에 사업자로 선정되어 10월쯤 운행될 예정이다.
- 2024년 10월 19일: 인천시내버스 한정면허 노선인 지선시내버스 4401번이 신설개통 운행한다.
- 2025년  1월  1일: 인천시내버스의 현금없는 시내버스 전면시행으로 14번, 23번 시내버스노선을 포함한 보유노선 전 노선 현금없는버스를 시행한다
- 2025년  5월  3일: 인천시내버스 2025년 1차 노선조정 대상으로 14번 버스는 양쪽방향에 가정역 - 인천국민안전체험관으로 노선이 변경되어 운행중이고, 79번 시내버스는 검단1교차로 - 로얄파크시티 - 원흥아파트 구간이 왕복으로 변경[15]되어 운행한다.

## 운행 노선

### 간선버스
| 운행노선 | 운행구간              | 운행구간 | 운행구간                | 경유지 | 배차간격 (분) | 인가 대수 | 비고                       |
| -------- | --------------------- | -------- | ----------------------- | --- | ------------- | --------- | -------------------------- |
| 4번      | 송도제2차고지         | ↔        | 가좌동차고지            | 캠퍼스타운역-연수구청-인천여고-논현주공-인천터미널(롯데백화점)-문학고개-법원,검찰청-제물포역-숭의로터리-신포시장-동인천역-현대제철                                                                              | 11 - 20       | 23        | 현금없는버스(카드만 가능). |
| 14번     | 항동7가버스차고지     | ↔        | 오조산공원(OBS경인방송) | 연안여객터미널-인천수산물센터(어시장)-남항부두-옹진군청-용현중학교-토지금고시장-숭의역-아레나스타디움-인화여고-제물포역-도화오거리-인천의료원-가좌고-가정고-가정역-아나지고개-효성남초교-작전역-이마트-계양구청 | 12 - 21       | 19        | 구 삼환운수 노선.          |
| 23번     | 항동7가버스차고지     | ↔        | 부개역                  | 라이프아파트-인천수산물센터(어시장)-소월미도-남항부두-항운아파트-신흥시장-숭의로터리-미추홀구청-제물포역-시민공원-석바위시장-상정중,고-부평역-부흥오거리-부개여고-부평동중                                      | 8 - 12        | 22        | 구 삼환운수 노선.          |
| 58번     | 송도제2차고지         | ↔        | 주안역                  | 호반베르디움-더샵센트럴시티-인천대학교 공과대학-송도더샵퍼스트파크-송일초교-인천대입구역-송도센트럴파크-신송고-동막역-연수구청-대동월드-문학산터널-신기시장-재흥시장-교보생명                                   | 13 - 15       | 12        | 현금없는버스(카드만 가능). |
| 62번     | 서창공영차고지        | ↔        | 동인천역                | 서창2지구-서창중학교-태평2차-서창자이-만수고교-남동구청-인수초교-만수소방서-간석사거리-간석오거리역-광명A-주안역(북부)-도화5-제물포역-인화여고-동산중,고-송림5-배다리                                           | 7 - 8         | 21        | 현금없는버스(카드만 가능). |
| 79번     | 뷰티풀파크 버스차고지 | ↔        | 인천성모병원            | 검단공구상가-안동포교회-로얄파크시티-원흥아파트-검단사거리역-완정역-백석중,고교-검암2지구-공촌사거리-계산삼거리-계산역-계양구청-삼산중학교-삼산지구-삼산월드체육관-상동호수공원-부개역                          | 17            | 16        | 현금없는버스(카드만 가능). |

### 지선버스
| 운행노선 | 운행구간      | 운행구간 | 운행구간       | 경유지                                                                                 | 배차간격 (분) | 인가 대수 | 비고                                           |
| -------- | ------------- | -------- | -------------- | -------------------------------------------------------------------------------------- | ------------- | --------- | ---------------------------------------------- |
| 4401번   | 송도제2차고지 | ↔        | 포스코고등학교 | 지식정보단지역-인천대입구역-예송중학교-송도자이더스타-송도SK뷰-송도더스카이-신정중학교 | 20-28         | 7         | 전차량 저상버스운행, 현금없는버스(카드만 가능) |

### 급행간선버스
| 운행노선 | 운행구간      | 운행구간 | 운행구간 | 경유지 | 배차간격 (분) | 인가 대수 | 비고                       |
| -------- | ------------- | -------- | -------- | --- | ------------- | --------- | -------------------------- |
| 급행99번 | 송도제2차고지 | ↔        | 송내역   | 글로벌캠퍼스 겐트대학교-더샵마스터뷰-더샵그린시퀘어-송도누리공원-동막역-원인재역-숲속마을-도림주공-서창퍼스트뷰-서창센트럴푸르지오-남동경기장-남동구청역-인천대공원 | 20 - 28       | 9         | 현금없는버스(카드만 가능). |

## 과거 운행 노선

### 간선버스
- ● 14-1번: 세원에너지충전소 - 신영자동차공업사 - 인향아파트 - 청천초등학교 후문 - 아이즈빌아울렛 - 청천초등학교 - 청천치안센터 - 산곡동천주교 - 산곡역 - 롯데마트 부평점 - 한양아파트 - 무지개아파트 - 대륭맨션 - 산곡여자중학교 - 운화교회 - 인평자동차공업고등학교 - 현대3단지 아파트 - 현대자동차 부평지점 - 백운역 - 부평사거리 - 희망천 입구 - 동수역 - 부일여자중학교 - 새마을금고 - 인천성모병원 후문 - 인천성모병원 정문 - 화성파크드림 - 부평LH1 2단지 - 한국아파트 - 비전교회 - 진석상사 - 광일아파트 - 일신주공아파트 - 엘림교회 - 풍림아파트 104동 - 군수지원사령부 - 일신동행정복지센터 - 송내역(남부) - 구산사거리 - 근로복지공단 인천병원 - 무내미마을 - 인천대공원 - 장수사거리 - 구 장수치안센터 - 서창동화원 - 태평아파트 입구 - 태평1차 아파트 - 신일교회 - 장수,서창동행정복지센터 - 태평2차아파트 - 청광플러스원아파트 - 서창센트럴푸르지오 - 만월중학교 - 서창이편안세상 - 한빛초등학교 - 서창동우체국 - 임마누엘교회- 서창버스공영차고지

(2020년 12월 31일 인천광역시 버스 개편으로 공영급행으로 양도 및 526번의 부평자이~진석상사 구간 대체)
- ● 14-1A번: 서창버스공영차고지 - 임마누엘교회 - 인천서창동우체국 - 서창휴먼시아8블록 후문 - 더포레스트 아파트 - 장서초등학교 - 청광플러스원아파트 - 태평2차아파트 - 임광그대가(서창GS자이아파트) - 태평1차아파트 - 태평아파트 입구 - 서창동화원 - 장수동 - 장수사거리 - 인천대공원 - 무내미마을 - 충성아파트 - 근로복지공단인천병원 - 구산사거리 - 송내역 남부(종점)

(2018년 9월 15일 ~ 2020년 12월 31일까지 운행 후 폐선. 47번(영종운수)이 노선 대체.)
- ● 25번: 신흥동 삼환교통 - 인천환경공단 학익사업소 - SK주유소 - CJ제일제당 2공장 - 항운아파트 - 신선초등학교 - 금호어울림아파트 - 금호2차 아파트 - 옹진군청 - 용현중학교 - 한양아파트 - 토지금고시장 - 용현초등학교 - 굴다리 입구 - 유원아파트 - 백운프라자 - 대우아파트 - 숭의로터리 - 인천아레나축구경기장 - 도원역(반환시: 도원동주민센터 - 보건환경연구원 - 신흥로터리 - 강원연탄 - (구)인천터미널)

(2008년 2월 25일 ~ 2016년 7월 30일까지 운행 후 폐선.)
- ● 62-1번[18]: 동인천역[19] - 배다리삼거리 - 송림5거리 - 동산중학교(동산고등학교) - 동산교회 - 도화동 신협 - 인화여자고등학교 - 제물포역 - 상수도사업본부(스마트타운) - 도화5거리 - 대화초등학교 - 삼덕아파트 - 신태양아파트 - 태화아파트 - 주안북초등학교 - 주안역 북부(공단시장) - 6공단 입구 - 공단치안센터 - 한국폴리텍2대학 남인천캠퍼스 - LS산전 - 한미반도체 - 공단본부 - 귀뚜라미보일러 - 린나이코리아 - 수출산업단지 6공단 입구 - 십정시장 입구 - 종근당 - 동암4거리 - 간석오거리역 - 교원공제조합 - 간석시장 - 상인천중학교 - KT만수지점 - 만수소방서 - 만수5동 주민센터 - 만수주공아파트 정문 - 만수주공4단지 - 조동초등학교 - 만수북중학교 - 숭덕여자중학교(숭덕여자고등학교)(반환시: 만수종합시장 - 만수주공아파트 후문)

- ● 63번: 가좌동차고지 - 가좌공단 - 한양화학 - 가좌환경사업소 - 사원아파트 입구 - 510번 차고지 - 산업유통센터1동 - 산업용품센터 - 이마트 트레더스 - 우아미가구 - 송림4동행정복지센터 - 서림초등학교 - 동산중학교(동산고등학교) - 동산휴먼시아2단지 - 송림동 진로아파트 - 숭의목공예마을앞 - 제물포역 - 수봉공원 - 도화초등학교 - 동원아파트 - JC회관 - 주안역 - 시민공원역 - 석바위 - 인천고등학교 - 인천고등학교 체육관(동양장사거리) - 제물포여자중학교 - 한신아파트 - 관교여자중학교 - 관교중학교 - 신비마을아파트 - 문학경기장 - 선학체육관 - 선학역 - 연수병원 - 연수초등학교 - 풍림아파트 - 대우아파트 - 연수주공3차 아파트 - 대동아파트 - 연수구청 - 삼성아파트 - 한양2차아파트 - 동막초등학교 - 동춘2동 주민센터 - 무지개아파트 - 연수구 동춘동(종점)

(2016년 2월 1일 ~ 2020년 12월 31일까지 운행 후, (인천교통공사)가 양도양수 노선 대체.)

### 공항좌석버스
- ● 320번: 연수구 동춘동 - 무지개아파트(동남아파트) - 동춘2동 주민센터 - 한양2차 아파트 - 나사렛국제병원 앞 - 청량중학교 - 연수어린이도서관 - 힘찬병원 - 연수역 - 연수 대우푸르지오아파트 - 우성2차아파트 - 동춘역 - 동막역(3번출구) - 성지아파트 - 송도풍림아이원 4단지 - 송도풍림아이원 1단지 - 송도풍림아이원 2단지 - 해양경비안전본부 - 이안송도 - < 인천대교 통과 > - 풍림1차 205동 - 금호베스트빌1단지 - 운서역 - LH1단지 - 영종고등학교 - 넙디 - 운서초등학교 - 영종중학교 - 남뒤3거리 - 영종국제물류고등학교 - 전소 - 제일의원 - 영종교회 - 중산동 - 중촌 - 우미린8단지 - 한라비발디 - 현대힐스테이트 - 동보노블리티 - 신명스카이뷰 - 우미린2단지 - 한양수자인 - 영종LH 7단지[20] (2016년 2월 4일 ~ 2018년 9월 14일까지 운행 후 2018년 9월 15일부터 원진운수, 대인교통이 운행.)

## 보유 차량
- 비야디 자동차 - BYD eBus-9
- 현대자동차 - 현대 그린시티, 뉴 슈퍼 에어로시티, 저상 뉴 슈퍼 에어로시티, 일렉시티 FCEV

## 본점 및 영업소 현황
- 본점: 인천광역시 중구 축항대로86번길 129 (항동7가)

(주박노선 : 14번, 23번)
- 송도 제2버스차고지 : 인천광역시 연수구 송도바이오대로277번길 (송도동 473번지),

(주박노선 : 4번, 58번, 급행99번, 4401번)
- 서창버스공영차고지 : 인천광역시 남동구 방산로 136번길 (서창동 729번지)

(주박노선 : 62번)
- 뷰티풀파크 버스차고지 : 인천광역시 서구 보듬로 (오류동1620-1)

(주박노선 : 79번)

## 창립 이유
당시 삼환교통에서 처음으로 시작한 노선은 14번, 23번, 62번이었으며, 2004년부터는 14-1번을 신설했다. 2005년부터는 79번을, 2008년부터는 25번 노선을 신설했다.